# Championnat de Finlande de football 1991
Navigation
Saison précédente Saison suivante
La saison 1991 du Championnat de Finlande de football était la 62e édition de la première division finlandaise à poule unique, la Veikkausliiga. Les douze meilleurs clubs du pays jouent les uns contre les autres à trois reprises durant la saison. À la fin du championnat, l'avant-dernier du classement dispute un barrage de promotion-relégation face au vice-champion de deuxième division tandis que le dernier est directement relégué en Ykkonen, la deuxième division finlandaise.
Le Kuusysi Lahti remporte un 5e titre de champion de Finlande en terminant en tête du classement final, avec un seul point d'avance sur le MP Mikkeli et 5 points sur le FC Haka Valkeakoski. Le Kuusysi manque l'occasion de faire le doublé en s'inclinant en finale de la Coupe de Finlande face au TPS Turku.

## Les 12 clubs participants
| - FC Ilves Tampere - RoPS Rovaniemi - Reipas Lahti - OTP Oulu - Haka Valkeakoski - Jaro Pietarsaari - Promu de Ykkonen | - HJK Helsinki - Kuusysi Lahti - PPT Pori - Promu de Ykkonen - TPS Turku - KuPS Kuopio - MP Mikkeli |

## Compétition
À partir de cette saison, la victoire vaut 3 points au lieu de 2. Le barème de points servant à établir les classements se décompose donc ainsi :
- Victoire : 3 points
- Match nul : 1 point
- Défaite : 0 point

### Classement
| Rang | Équipe             | Pts | J  | G  | N  | P  | Bp | Bc  | Diff |
| ---- | ------------------ | --- | -- | -- | -- | -- | -- | --- | ---- |
| 1    | Kuusysi Lahti      | 59  | 33 | 16 | 11 | 6  | 57 | 35  | +22  |
| 2    | MP Mikkeli         | 58  | 33 | 17 | 7  | 9  | 60 | 36  | +24  |
| 3    | Haka Valkeakoski   | 54  | 33 | 16 | 6  | 11 | 59 | 37  | +22  |
| 4    | Jaro Pietarsaari P | 53  | 33 | 14 | 11 | 8  | 46 | 33  | +13  |
| 5    | HJK Helsinki T     | 51  | 33 | 14 | 9  | 10 | 61 | 44  | +17  |
| 6    | FC Ilves Tampere   | 51  | 33 | 13 | 12 | 8  | 51 | 39  | +12  |
| 7    | RoPS Rovaniemi     | 50  | 33 | 14 | 8  | 11 | 63 | 51  | +12  |
| 8    | PPT Pori P         | 43  | 33 | 11 | 10 | 12 | 52 | 44  | +8   |
| 9    | TPS Turku C        | 43  | 33 | 11 | 10 | 12 | 47 | 56  | -9   |
| 10   | KuPS Kuopio        | 37  | 33 | 8  | 13 | 12 | 54 | 54  | 0    |
| 11   | OTP Oulu           | 32  | 33 | 7  | 11 | 15 | 33 | 53  | -20  |
| 12   | Reipas Lahti       | 8   | 33 | 2  | 2  | 29 | 17 | 118 | -101 |

|  | Qualification pour la Ligue des champions 1992-1993                                     |
|  | Qualification pour la Coupe des Coupes 1992-1993                                        |
|  | Qualification pour la Coupe UEFA 1992-1993                                              |
|  | Participation au barrage de promotion-relégation                                        |
|  | Relégation directe en deuxième division                                                 |
|  | T Tenant du titre P Club promu de deuxième division C Vainqueur de la Coupe de Finlande |

### Matchs

#### Barrages de promotion-relégations
L'OTP Oulu doit rencontrer le vice-champion de deuxième division, le club de FinnPa Helsinki, pour tenter de se maintenir parmi l'élite. Les matchs se disputent sous forme d'aller-retour.
| Équipe 1 | Résultat | Équipe 2             | Aller | Retour |
| -------- | -------- | -------------------- | ----- | ------ |
| OTP Oulu | 6 - 3    | FinnPa Helsinki (D2) | 3 - 2 | 3 - 1  |

## Bilan de la saison
| Championnat de Finlande de football 1991   |                          |
| Champion                                   | Kuusysi Lahti (5e titre) |
| Coupes et trophées                         |                          |
| Vainqueur de la Coupe de Finlande 1991     | TPS Turku                |
| Qualifications continentales               |                          |
| Ligue des champions 1992-1993 Premier tour | Kuusysi Lahti            |
| Coupe des Coupes 1992-1993 Premier tour    | TPS Turku                |
| Coupe UEFA 1992-1993 Premier tour          | MP Mikkeli               |
| Promotions et relégations                  |                          |
| Promus en Veikkausliiga                    | MyPa 47 Anjalankoski     |
| Relégués en Ykkonen                        | Reipas Lahti             |